# 크라임 101
"크라임 101"(영어: Crime 101)은 2026년 개봉 예정인 범죄 영화이다. 바트 레이튼이 감독과 공동각본을 맡았으며, 돈 윈슬로의 동명 소설이 영화의 원작이다.